# Laurence Iché
Pour les articles homonymes, voir Iché.
 (janvier 2019).
Si vous disposez d'ouvrages ou d'articles de référence ou si vous connaissez des sites web de qualité traitant du thème abordé ici, merci de compléter l'article en donnant les références utiles à sa vérifiabilité et en les liant à la section « Notes et références ».
Laurence Iché, née le 9 avril 1921 à Saint-Étienne, France, et morte le 9 septembre 2007 à Madrid, poétesse surréaliste.

## Biographie
Fille du sculpteur René Iché et du modèle de Montparnasse Renée (Rosa Achard), Laurence Iché passe sa petite enfance à Saint-Héand dans la région de Saint-Étienne ou en nourrice. Elle retiendra de cette période un profond attachement à la nature. À partir de 1926, elle rejoint ses parents à Paris. Ils vivent à Montparnasse, dans un atelier de la rue Daguerre. Iché, dont la carrière de sculpteur décolle à peine, a enfin les moyens de subvenir (modestement) aux besoins de sa famille. Elle pose très jeune pour quelques-unes des œuvres majeures de son père mais également pour Pablo Picasso, etc. En 1937, elle a tout juste 16 ans, quand son père lui fait faire une visite étonnante du Pavillon espagnol de l'Exposition de Paris. Il lui montre la modernité et l'avant-garde qui pour lui sont synonymes d'engagement. Elle se lie avec le poète Robert Ganzo à l'occasion de ses nombreuses échappées du lycée Victor-Duruy. Sur les conseils de Max Jacob, son père la place brièvement chez les Bénédictines. Au début de la guerre, elle tombe amoureuse de Robert Rius, poète surréaliste "secrétaire d'André Breton". Elle l'épousera en juin 1941.
Elle débute à l'écriture par le journalisme en 1939 avant de participer au groupe La Main à plume. À ses côtés, les poètes Robert Rius, Léo Malet, Maurice Blanchard, Jean-François Chabrun, Marc Patin, Tita, J-V Manuel (Manuel Viola), Noël Arnaud, etc. Elle publie un recueil de poèmes érotiques (Au fil du vent) dont Blanchard interloqué dira : « quand a-t-on vu une femme avancer ces choses-là? » La fin de la guerre est pour elle une série d'épreuves avec les décès successifs de sa fille Aurélia puis de son mari, ignoblement dénoncé puis fusillé par la Gestapo.
En 1949, elle épouse le peintre abstrait Manuel Viola en Espagne. Chaque semaine elle assiste aux rencontres poétiques à Madrid, encourageant toujours les plus jeunes à persister dans cet art difficile et ingrat. Elle est l'une des premières à s'intéresser et à traduire en français Camilo José Cela et du français à l'espagnol la correspondance amoureuse d'Oscar Dominguez (inédite). Mais elle consacre la dernière partie de sa vie à défendre l'œuvre abstraite de son second époux. Elle décède en 2007, année de la commémoration des 20 ans de la mort de Manuel Viola. Autre malheureuse coïncidence, la police française venait juste de retrouver l'œuvre de Résistance de son père René Iché, offerte à De Gaulle en 1942 à Londres et pour laquelle elle avait posé à l'âge de 19 ans.

## Œuvres surréalistes
- Au fil du vent, 1942, illustré par Oscar Dominguez, Les Éditions de la Main à plume, 1942.
- Étagère en flamme, Les Pages libres de la Main à plume no 9, 1943, illustré par des dessins de trottoir relevés par Pablo Picasso.
- Divers poèmes et contes pour les Feuillets du 81, les Cahiers de Poésie et les Cahiers du Sud.
- Plusieurs séries de cadavres exquis.

## Œuvres dont elle a été le modèle
- Portrait de Laurence, 1934, sculpture en pierre de René Iché, Musée national d'art moderne - Centre Pompidou
- La Contrefleur, 1934, sculpture en bois de René Iché, Fonds national d'art contemporain
- La Contrefleur, 1934, sculpture en bronze de René Iché, Collection privée - New York
- La pierre philosophale, 1940, peinture de Victor Brauner, Musée national d'art moderne - Centre Pompidou
- La Déchirée, 1940, sculpture en bronze de René Iché, Collection Charles de Gaulle - La Boisserie
- Portrait de Laurence, dessin au crayon de Pablo Picasso, Collection non identifiée.